# Fly (singel Nicki Minaj)
Fly – piosenka Nicki Minaj z gościnnym udziałem barbadoskiej piosenkarki Rihanny z albumu Pink Friday. Producentem utworu jest J.R. Rotem i Kevin Hissink, który jest odpowiedzialny także za tekst razem z W. Jordanem, Oniką Maraj, Jonathanem Rotemem i Clemmem Rishadem. Piosenka inspirowana jest gwałtownymi uczuciami i chęcią pokonania stereotypów i negatywnych sytuacji, mówi o zwycięskim pokonaniu problemów. Kompozycja była notowana w Wielkiej Brytanii, Kanadzie i Stanach Zjednoczonych jeszcze przed wydaniem, ze względu na wysoką sprzedaż, po wydaniu płyty.
Utwór otrzymał wiele pozytywnych recenzji, dzięki wyróżniającej się melodii i tekstowi nacechowanego uczuciami.

## Teledysk
Krótka wersja klipu wyreżyserowana przez Sanę Hamri ukazała się 7 stycznia. Na portalu społecznościowym Twitter znajduje się zdjęcie przedstawiające Rihannę w prostych, czerwonych włosach oraz Nicki w czarnej, lokowanej peruce w różowej kolczastej sukience. W wywiadzie dla E! Onika wyraziła się na temat koncepcji teledysku, mówiąc: „Jedziemy, aby uratować świat na więcej sposobów niż jeden z teledyskiem i to wszystko co mogę powiedzieć na ten temat.”
Oryginalny teledysk wydany został 28 sierpnia 2011 roku za pośrednictwem VEVO. Zaczyna się sceną, w której Nicki Minaj podjeżdża samochodem na miejsce wypadku samolotu. Wychodzi rozglądając się. Rihanna dołącza do niej nieco później. Nicki walczy z mężczyznami. Teledysk kończy się sceną, gdy całe miejsce wypadku obrasta różami.

## Personel
Informacje dotyczące personelu zawarte są w poligrafii dołączonej do albumu Pink Friday.
- Wokal: Nicki Minaj, Rihanna
Tekst: O. Maraj, J. Rotem, K. Hissink, W. Jordan, C. Rishad
- Nagrywanie: Moniz Ariel Chobaz i Charles
Wspomagane przez: Lyttleton „Cartwheel” Carter
- Inżynier Mixu: Ariel Chobaz & J. R. Totem
- Wspomagany przez: Lyttleton „Cartwheel” Carter
- Instrumenty: J. R. Rotem, Kevin Hissink (gitara)
- Instrumentacja Porozumienia: J. R. Rotem
- Produkcja: J. R. Rotem

## Notowania
| Listy (2010)                                  | Najwyższa pozycja |
| --------------------------------------------- | ----------------- |
| Kanada (Canadian Hot 100)                     | 87                |
| Stany Zjednoczone (Billboard Hot 100)         | 76                |
| Wielka Brytania (The Official Charts Company) | 182               |